# Feature toggle
Feature toggle (також feature switch, feature flag, feature flipper, conditional feature, etc.) — це техніка в розробці програмного забезпечення, яка використовується для того щоб приховати функціонал під час виконання програми.

## Переваги та недоліки

### Переваги
- Дозволяє під час виконання програми міняти її логіку.
- Надає альтернативний підхід користування  гілками під час розробки довготривалих нововведень.

### Недоліки
- Спричиняє появу мертвого коду.
- Ускладнює логіку коду.

## Приклад
```
if
 
(
featureManager
.
IsFeatureEnabled
(
"userList"
))

{

   
renderUserList
();

}

```